# Voronkivți, Starokosteantîniv
Voronkivți (în ucraineană Воронківці) este un sat în comuna Hrîhorivka din raionul Starokosteantîniv, regiunea Hmelnîțkîi, Ucraina.

## Demografie
Componența lingvistică a localității Voronkivți
     Ucraineană (97,88%)
     Rusă (1,5%)
     Alte limbi (0,09%)
Conform recensământului din 2001, majoritatea populației localității Voronkivți era vorbitoare de ucraineană (97,88%), existând în minoritate și vorbitori de rusă (1,5%).